# Juliane Domscheit
Juliane Domscheit (ur. 21 sierpnia 1988 w Poczdamie) – niemiecka wioślarka.

## Osiągnięcia
- Mistrzostwa Europy – Poznań 2007 – jedynka – 13. miejsce[1].
- Mistrzostwa Świata – Poznań 2009 – jedynka – 8. miejsce[1].